# Василь Сліпак (монета)
«Василь Сліпак» — пам'ятна монета номіналом 2 гривні, випущена Національним банком України. Присвячена Герою України, кавалеру орденів «Золота Зірка», «За мужність» І ст., лицарю свободи, волонтеру, учаснику бойових дій на сході України, воїну-добровольцю з позивним «Міф» — Василю Ярославовичу Сліпаку.
Василь Сліпак — всесвітньо відомий український оперний співак, соліст Паризької національної опери, один з лідерів української громади Франції, член Об'єднання українців Франції, який, відклавши свої концерти на світових оперних сценах, із 2015 року боронив Українську державу від російського агресора і загинув на 41-му році життя — 29 червня 2016 року від кулі снайпера поблизу смт. Луганське.
Монету введено в обіг 21 червня 2021 року. Вона належить до серії «Видатні особистості України».

## Історія
На зустрічі 27 грудня 2020 року з Головою НБУ Кирилом Шевченком група Народних Героїв України на чолі з колекціонером антикваріату та волонтером Андрієм Боєчком виступила з ініціативою карбування срібних монет України, присвячених полеглим захисникам України. Голова НБУ підтримав ініціативу і запропонував відкарбувати першу монету, присвячену Василеві Сліпаку. Ця монета стала першою у серії монет «Видатні особистості України».
До справи долучилася також українська громада Франції. На початку 2021 року Об'єднання українців Франції, яке очолює Богдан Білогоцький, звернулося до Нацбанку України з петицією випустити присвячену Василеві Сліпаку монету до п'ятих роковин від дня загибелі.
Завдяки керівництву Національного банку, підтримці Алли Лазаревої («Українське братство»), Ореста Сліпака, виконавчого директора громадської організації «Фундація Василя Сліпака», активній позиції громадських організацій України та світу монету викарбували.

## Опис та характеристики монети
| Номінал грн. | Метал      | Маса, грам | Діаметр, мм. | Якість виготовлення       | Гурт     | Тираж, штук |
| ------------ | ---------- | ---------- | ------------ | ------------------------- | -------- | ----------- |
| 2            | нейзильбер | 12,8       | 31           | спеціальний анциркулейтед | рифлений | 35 000      |

### Аверс
На аверсі монети розміщено: угорі — малий Державний Герб України, праворуч від якого напис УКРАЇНА (півколом); у центрі на дзеркальному тлі — портрет Василя Сліпака, праворуч від якого: нотний рядок — перша строфа із «Мефістофеля». Номінал монети — 2, графічний символ гривні, рік карбування монети — 2021 і логотип Банкнотно-монетного двору Національного банку України; ліворуч написи: ВАСИЛЬ СЛІПАК «МІФ» (унизу півколом). Художник Андрій Єрмоленко про задум:
|  | Чому уникнув дат народження і смерті, бо легенди не вмирають! А це наша легенда, яку ми маємо пам'ятати і розказувати всім наступним поколінням! Ця особа співставна з Гераклом та Орфеєм в одному лиці, навіть ще крутіша — бо Василь існував точно і ми його сучасники! |

### Реверс
На реверсі монети на дзеркальному тлі зображено соловейка на стволі автомата, стилізовані гілки дерев (угорі та внизу).

## Автори
- Художник: Андрій Єрмоленко

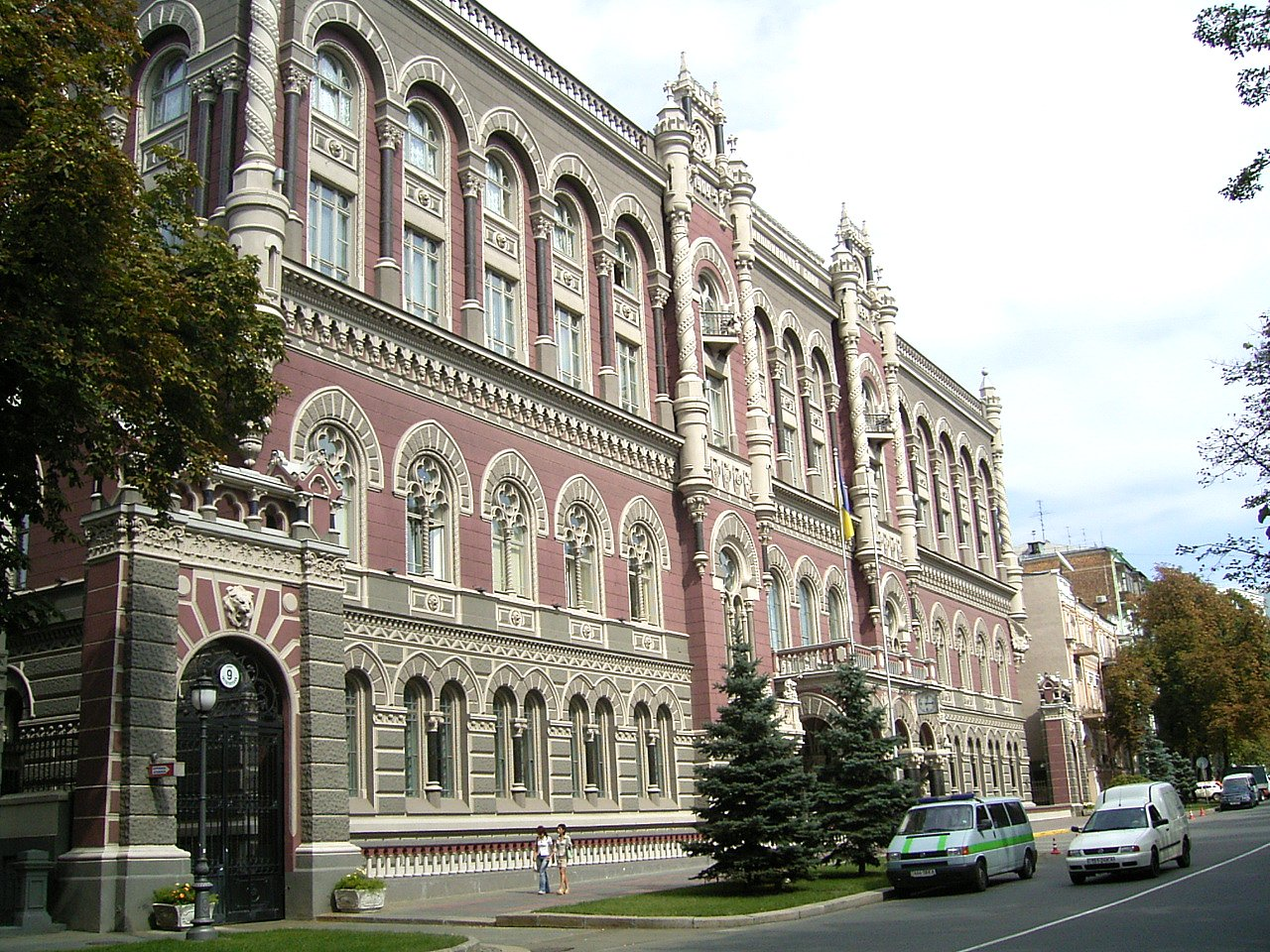
Будівля Національного банку України

- Скульптори: Володимир Атаманчук (аверс), Анатолій Дем'яненко (реверс).

## Вартість монети
Під час введення монети в обіг 2021 року, Національний банк України реалізовував монету за ціною 49 гривень. Ціна на ринку на 22 червня 2021 року становила 89 грн.
Фактична приблизна вартість монети, з роками змінювалася так:
| Рік        | 2021 | 2022 | 2023 | 2024 | 2025 |
| ---------- | ---- | ---- | ---- | ---- | ---- |
| Ціна, грн. | 49   | 79   | 93   | 170  | 190  |